# Ray Graydon
Ray Graydon (Bristol, 21 luglio 1947) è un allenatore di calcio ed ex calciatore inglese.
In una carriera professionale di 16 anni nella English Football League e nella North American Soccer League ha segnato 139 gol in 484 partite di campionato e coppa.
Ala, ha iniziato la sua carriera nel club della sua città natale, il Bristol Rovers, nel 1965, e ha segnato 38 gol in 155 partite di campionato e coppa in un periodo di sei stagioni. È stato venduto all'Aston Villa per £50.000 nel luglio 1971, e ha contribuito a far promuovere l'Aston Villa dalla Third Division come campioni nel 1971-72 e poi dalla Second Division nel 1974-75. Ha segnato l'unico gol della finale della League Cup del 1975, e ha vinto la League Cup per la seconda volta nel 1977. È stato anche nominato per la Second Division PFA Team of the Year nel 1974-75, e ha giocato dalla parte perdente nella FA Charity Shield del 1972. È stato venduto al Coventry City per una cifra di £35.000 nel 1977, e poi si è trasferito negli Stati Uniti per giocare per i Washington Diplomats nel 1978, dove ha vinto una medaglia d'argento per il President's Cup Football Tournament del 1978. Più tardi nello stesso anno è tornato in Inghilterra per giocare per l'Oxford United, e si è ritirato nel 1981.
Ha allenato il Southampton, l'Oxford United, il Watford, il Queens Park Rangers e il Port Vale, prima di essere nominato allenatore del Walsall nel maggio 1998. Ha portato il club alla promozione dalla Second Division nel 1998-99, prima di ripetere l'impresa attraverso i play-off nel 2001. Ha perso il suo lavoro nel gennaio 2002, ed è stato nominato allenatore del Bristol Rovers due mesi dopo. È stato licenziato nel gennaio 2004, e in seguito ha brevemente servito il Leicester City come allenatore della prima squadra. Nel luglio 2009, i tifosi del Walsall hanno votato per onorarlo con una stella sulla Birmingham Walk of Stars.

## Palmarès

### Giocatore

#### Competizioni nazionali
- Third Division: 1

Aston Villa: 1971-1972
- Coppa di Lega inglese: 2

Aston Villa: 1974-1975, 1976-1977